# Oikopleura
Oikopleura – rodzaj ogonic z rodziny Oikopleuridae. 
Do rodzaju zalicza się następujące gatunki:
- Podrodzaj: Coecaria
  - Oikopleura fusiformis Fol, 1872
  - Oikopleura gracilis Lohmann, 1896
  - Oikopleura intermedia Lohmann, 1896
  - Oikopleura longicauda (Vogt, 1854)
- Podrodzaj: Vexillaria
  - Oikopleura albicans (Leuckart, 1853)
  - Oikopleura caudaornata (Fenaux & Youngbluth, 1991)
  - Oikopleura cophocerca (Gegenbaur, 1855)
  - Oikopleura dioica Fol, 1872
  - Oikopleura gaussica Lohmann, 1905
  - Oikopleura gorskyi Flood, 2000
  - Oikopleura inflata (Fenaux & Youngbluth, 1991)
  - Oikopleura labradoriensis Lohmann, 1892
  - Oikopleura parv Lohmann, 1896
  - Oikopleura rufescens Fol, 1872
  - Oikopleura vanhoeffeni Lohman, 1896
  - Oikopleura villafrancae Fenaux, 1992